# Carl Weber (Regisseur)
Carl Weber (* 7. August 1925 in Dortmund; † 25. Dezember 2016 in Los Altos, Kalifornien) war ein deutscher Theaterregisseur und -wissenschaftler.
Er lehrte Drama an der Universität Stanford.